# Мајк Бебкок
Мајкл „Мајк“ Бебкок млађи (енгл. Michael "Mike" Babcock, Jr.; Manitouwadge, 29. април 1963) професионални је канадски тренер у хокеју на леду и некадашњи аматерски хокејаш. Од сезоне 2005/06. главни је тренер НХЛ лигаша Детроит ред вингса.
Једини је тренер у хокеју на леду који је члан хокејашке „Златне тројке“, односно једини је тренер који је освојио три најважнија турнира у хокеју на леду: светско првенство, олимпијско злато и Стенлијев трофеј.
Са екипом Ред вингса у сезони 2007/08. освојио је пехар намењен победнику Стенли купа. Као селектор предводио је репрезентацију Канаду до титуле светског првака 2004. године, односно до титула олимпијских победника на Играма 2010. у Ванкуверу и Играма 2014. у Сочију. 